# Dominicus Bassus
Dominicus Bassus (* 1643 in Peschlau/Poschiavo, Kanton Graubünden; † 15. August 1704 in Ingolstadt; auch Dominik Bass und Dominicus von Sandersdorf, Eggersberg und Mendorf) war ein schweizerisch-deutscher Jurist.

## Leben
An der Universität Ingolstadt wurde er im Jahr 1668 zum Doktor ernannt. Sechs Jahre darauf, im Jahr 1674, wurde er dort als ordentlicher Professor der Rechte angestellt. Später ernannte man Bassus auch zum kurbayerischen Rat. Er starb während der Belagerung Ingolstadts durch Johann Karl von Thüngen im Spanischen Erbfolgekrieg.

## Werke
- Disp. iur. de donationibus propter nuptias (1672)
- De consuetudine seu iure non scripto (1673)
- Discursus iur. de consuetudine, s. iure non scripto (1673)
- Diss. iur. de legatis (1675)
- Semicenturia controversiarum … in supremis Electoratus Bavarici dicasteriis … judicatarum (1680)
- Discursus iur. de restitutione in integrum (1681)
- Divi Justiniani Imp. quinquaginta decisiones … illustratae ac Electorali juri Bavarico passim accommodatae (1684)
- Semicenturia controversiarum canonico-legalium in foro Bavarico frequenter occurentium (1685)